# Équipe du Canada de hockey sur glace au Championnat du monde 2013
L'Équipe du Canada de hockey sur glace est classée au cinquième rang du classement mondial de hockey sur glace de la Fédération internationale de hockey sur glace avant d'entreprendre le Championnat du monde de hockey sur glace 2013.

## Championnat du monde masculin
L'équipe du Canada dispute le championnat du monde qui se déroule en Finlande et en Suède du 3 mai au 19 mai. Après avoir terminé à la deuxième place de son groupe derrière la Suisse lors du tour préliminaire, le Canada est éliminé en quart de finale, en tirs de fusillade par la Suède, et termine finalement à la cinquième place du tournoi.